# Arsenura paranensis
Arsenura paranensis är en fjärilsart som beskrevs av Arthur Schüssler 1930. Arsenura paranensis ingår i släktet Arsenura och familjen påfågelsspinnare. Inga underarter finns listade i Catalogue of Life.